# آر إم إس كوين ماري 2
آر إم إس كوين ماري 2 (الإنجليزية: RMS Queen Mary 2؛ واختصارًا QM2) هي عابرة محيط منتظمة، مملوكة لشركة كونارد لاين. سميت على اسم الباخرة الأولى التي كانت الأخيرة تملكها، آر إم إس كوين ماري، والتي سميت بدورها على اسم الملكة «ماري التكيّة»، زوجة الملك جورج الخامس.
كانت هذه الباخرة أطول وأضخم وأعلى سفينة ركاب على الإطلاق، عندما بنيت في عام 2003، على يد شانتيي دو لاتلونتيك، حيث وصل وزنها إلى 148,528 طن، ولكنها خسرت ذلك اللقب في أبريل 2006 لصالح سفينة رويال كاريبيان إنترناسيونال فريدوم اوف ذي سيز (حرية البحار) والبالغ وزنها 154,407 طن، لكن مع ذلك، فإن كوين ماري 2 تبقى أكبر عابرة محيط منتظمة (مقارنة بالسفن السياحية) التي صنعت حتى الآن، ذلك أن حجم ووزن كوين ماري 2 يتجاوز حجم ووزن الفئة فريدوم لشركة رويال كارييبين انترناسيونال. بالإضافة لذلك، فإن كوين ماري يبلغ حجم حمولتها 76,000 طن؛ بينما يبلغ حجم حمولة سفن الرويال كاريبين 64,000 طن.
تعتبر كوين ماري 2 أكبر عابرة محيطات رئيسية تمّ بنائها منذ كوين إليزابيث 2 عام 1969، وهي تحتوي على 15 مطعماً وحانة، 5 أحواض سباحة، كازينو، قاعة كبرى، مسرح، وقبة عملاقة.
تطلب إنشاء هذه السفينة قطعا معدنية أكثر بكثير من السفن السياحية والعابرات المعتادة، نظرًا لضخامة هيكلها الخارجي ولوجود العديد من الأماكن الترفيهية بداخلها التي كان يجب أن تكون على مستويات عالية من الجودة. أبحرت كوين ماري 2 لأول مرة بتاريخ 21 مارس 2003، ويمتد تاريخ خدمتها من 12 يناير 2004 حتى الوقت الحالي، التقت خلاله بسابقتها، كوين إليزابيت 2 وكوين فيكتوريا، وحملت على متنها عدد من المشاهير العالميين من رؤساء جمهوريات وممثلين ورجال أعمال وغيرهم. قامت الباخرة بأول رحلة لها حول العالم بتاريخ 10 يناير 2007، وكانت هذه هي المرة الأولى التي التقت فيها بسالفتها، كوين ماري الأصلية، وكان ذلك في مدينة سيدني بإستراليا.

## خاصيات
كوين ماري 2 هي سفينة القائد الحالية لكونارد، وهي ما زالت تقوم بعبور الأطلسي بصفة منتظمة. بنيت السفينة لتكميل آر إم إس كوين إليزابيت 2 (بالإنجليزية: RMS Queen Elizabeth) - سفينة القائد كونارد من عام 1969 إلى عام 2004 - وقامت بالحلول مكانها في عبور الأطلسي. أبحرت أول سفينة حملت اسم آر إم إس كوين ماري في الأطلسي من سنة 1936 حتى عام 1967. كانت علامة QM2 المرتبطة بالسفينة والمكتوبة عليها تدل في الأصل على «روايال مايل ستريمر»، أما الآن فهي تدل على «روايال مايل شيب»، وقد تم تلقيبها بذلك عند قيامها بأول رحلة من ساوثهامبتون باتجاه نيويورك كإيمائة على عادة وتاريخ شركة كونارد.
لا تُعد كوين ماري 2 سفينة بخارية كسابقاتها، ولكنها تعمل بعدد من توربينات الغاز تُستعمل عندما تحتاج السفينة لطاقة أكبر، وأربع محركات ديزل لإدارة توربيناتها الكهربائية الأربعة، ولتأمين الطاقة المطلوبة لتقديم الخدمات الملائمة للركاب. تعتبر الباخرة، كسابقاتها، عابرة محيط منتظمة، غير أنها تستعمل للسياحة أحياناً؛ ففي موسم الشتاء تبحر من نيويورك إلى الكاريبي في جولة تستمر بين 10 و13 يوما. تميز سرعة كوين ماري 2، البالغة 30 عقدة (56 كيلومتر في الساعة/35 ميل في الساعة)، في البحار المفتوحة، هذه الباخرة عن السفن السياحية، مثل فريدوم أوف ذي سيز، التي يصل معدل سرعتها إلى 21.6 عقدة (40.0 كيلومتر في الساعة/24.9 ميل في الساعة). تبلغ السرعة العادية الخدماتية لهذه السفينة 26 عقدة.

## تاريخ

### الهندسة

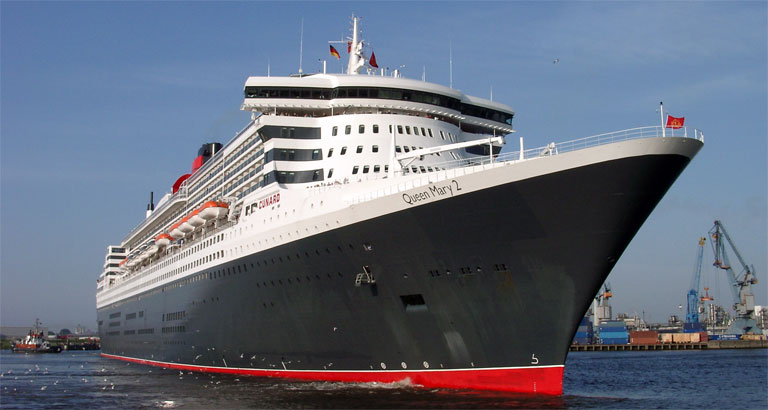
كوين ماري 2، المقدمة والواجهة المميزتان لفئتها.

النظرة الهندسية للعابرة — التي اعتبرت أضخم من أي واحدة صممت سابقاً — تبلورت عند المدير التنفيذي لكارنيفال كوربرايشن ميكي أريسون، الذي أفصح أن سبب شراء شركته لكونارد لاين هو صنع كوين ماري 2 ولا شيء آخر.
تم إيكال المهمة إلى المهندس البحري ستيفان باين الذي كان «مهووسا» بالسفن العملاقة منذ عقد 1930. فقام بوضع الخطوط الكبرى للسفينة الأكبر التي صممها بطول ثلاثمائة وخمسة وأربعين متراً و41 متر عرضاً و72 متر ارتفاعاً، أي ما يعادل 23 طابقاً.
اكملت كونارد تصميماً لفئة «كلاس» جديدة من 84000 طن، وتتسع لألفيّ راكب، في 8 يوليو 1998، لكن أعيد النظر في كل التصميم بعد مقارنة خاصياتهم بمثيلاتها للسفن السياحية؛ إذ أن الفئة داستني (بالإنجليزية: Destiny) لكارنيفال كرويز لاين ظهر بأنها تتألف من 100000 طن كما تلك الخاصة بسفينة رويال كارييبين انترناسيونال فواياجر اوف ذي سيز التي تزن 137200 طنا.
بعد ستة أشهر، أي في 10 ديسمبر، أفصحت كونارد عن بعض التفاصيل الخاصة بمشروع كوين ماري، وهو المشروع الذي يطمح لبناء باخرة قادرة على مجاراة كوين اليزاباث 2. وتم استعمال تصاميم العابرات السابقة وترجمتها واقعيّا من خلال التصاميم الهندسية للمشروع. كانت كاسرة الأمواج الأمامية شبيهة بتلك الخاصة بالباخرة إس إس نورماندي، أما المقدمة فهي مستوحاة بشكلها المتدرج من آر إم إس كوين ماري، ولكن تم تعويض الزوايا بأقواس خفيفة. وأما بالنسبة للجسور العلوية فهي مفتوحة، ويمكن إغلاقها لمجابهة الطقس السيئ في الأطلسي الشمالي. حافظت التصاميم على الخطوط العامة للمدخنة والسطح، كتلك الخاصة بآر إم إس كوين إليزابيت 2. وفي مجمله كان التصميم يمزج بين تصاميم العابرات الأطلسية والسفن السياحية.
كان هذان التصميمان متضادان في البداية، فالسفن السياحية منفتحة جدا على الاطراف تمكن الركاب من التمتع بمشاهد للبحر ولكنها غير مجهزة لمقارعة العواصف. اما السفن العابرة فهي معدة لمجابهة الامواج والرياح وطوابقها لا تتجاوز حدود الهيكل. مما جعل التحدي ان تكون الباخرة الجديدة جذابة للرحلات السياحية. ومن أجل ذلك تم تزويد عدد كبير من المقصورات بشرفات ولكن حتى لاتقع في مستوى الماء عند الطقس السيئ، وُضعت في أعلى السفينة، ولذلك فالمرافق العامة بها تقع في طوابق سفلى. وهذا التصميم يوفر أيضا استقرار أكبر للسفينة.
تعتبر الجهة الخلفية لكوين ماري 2 «غريبة» بعض الشيء، فهي مقوسة بشكل يذكر بالسفن الشراعية القديمة، اما قاعها فهو مسطح وهي خاصية السفن الحديثة، وهي تمكن السفينة من استعمال توربيناتها الأربعة معا جنبا لجنب واكتساب حجم اضافي لزيادة عدد المقصورات والمخازن.

### البناء

كوين ماري 2 في رصيف البناء بسانت نازار.

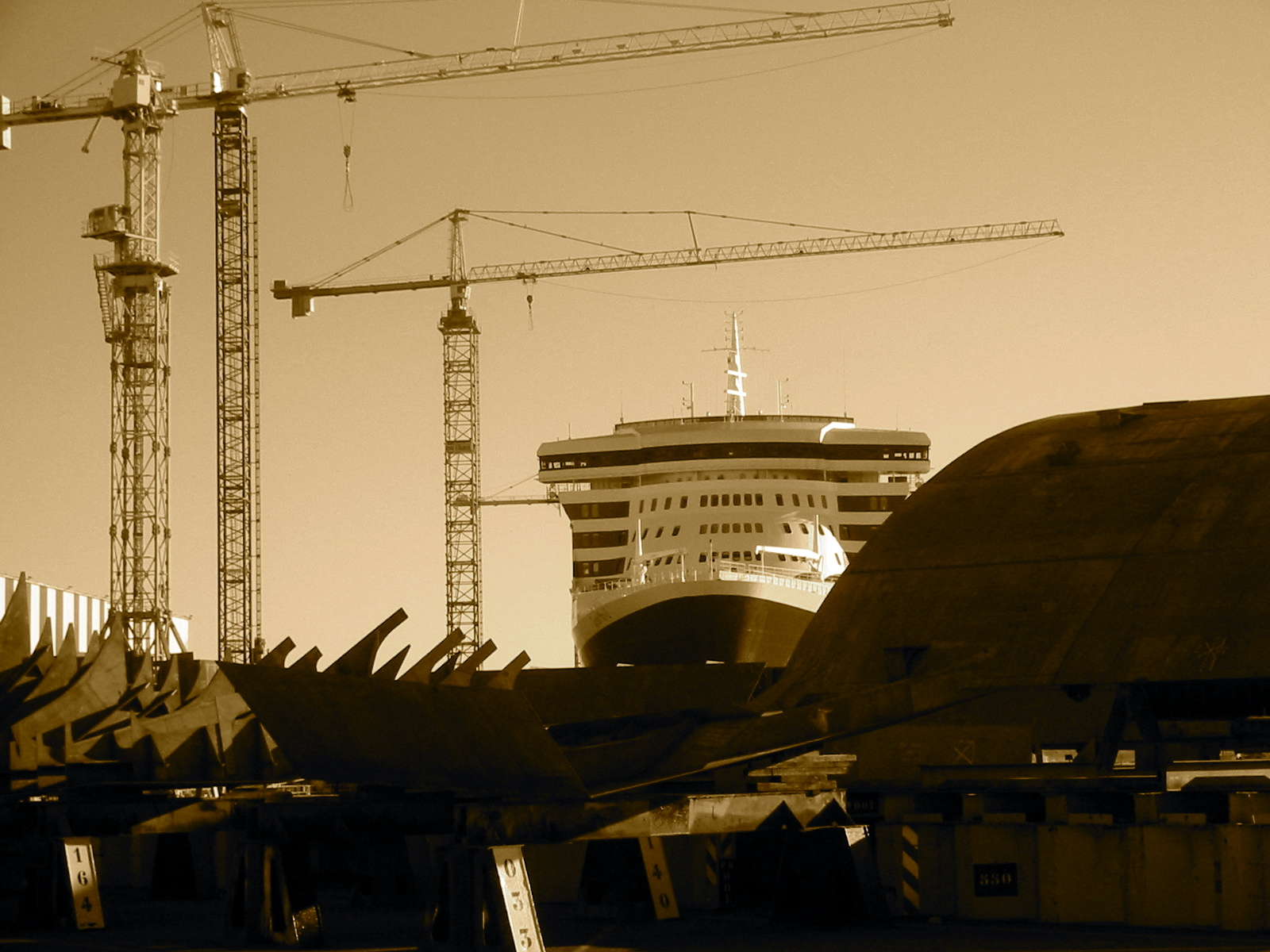
كوين ماري 2 أثناء تشييدها، ديسمبر 2003.

شارك في المناقصة الخاصة بالمشروع شركات هارلاند أند وولف من أيرلندا الشمالية، أكار كفارنر من النرويج، فانكانتياري من إيطاليا، ماير وارفت من ألمانيا، وشانتيي دو لاتلونتيك من فرنسا.
ولو كانت الاشغال انطلقت حينها لاكتملت السفينة في سنة 2002 ولكن العقد لم يوقع حتى تاريخ 6 نوفمبر 2000، مع شانتيي دو لاتلونتيك المملوكة لألستوم، وهو نفس رصيف البناء الذي بنى منافسي كونارد السابقين الأس أس نورماندي والأس أس فرانس لمالكتهما، الشركة العامة العابرة للأطلسي.
في 4 يوليو 2002 وُضع هيكل كوين ماري 2 بسانت نازار بفرنسا. أمضى 3000 عامل سفن حوالي 8 ملايين ساعة عمل على السفينة وشارك 20000 شخص بطريقة مباشرة أو غير مباشرة في تصميمها، بنائها، وتزويقها. تم استعمال 300000 قطعة معدنية، في بناء السفينة، لتركيب 94 جزءا من الهيكل، وقد تم ربطها ولحمها ببعضها البعض لصنع الجسم الضخم. كانت الباخرة أطول بكثير من السفن التي اعتاد الحوض بناءها بحيث تم اعتبارها بحجم 1.6 سفينة. كما تطلبت حديدا أكثر بحوالي 40% من البواخر الأخرى لشدة ضخامتها، ولبناء الأماكن الترفيهية بها.
طفت كوين ماري 2 لأول مرة في 21 مارس 2003، وتمت تجربتها بقطرها بين 25 و29 سبتمبر، و7 و11 نوفمبر 2003، بين سانت نازار وجزيرة يو. وفي المراحل الأخيرة من البناء وقع حادث مميت، حيث سقطت رافعة ممر على متنها عدد من العمال وأفراد عائلاتهم الذين دعو لزيارة السفينة من علو 15 م مما أدى لمقتل 16 شخصا بينهم طفل واصابة 32 آخرين.
عند اكتمال بناء الباخرة، تم تسليمها لكونارد في ساوثهامبتون بإنجلترا في 26 ديسمبر 2003، وفي 8 يناير 2004 سميت بكوين ماري 2 من قبل حفيدة حاملة الاسم الملكة إليزابيث الثانية.

### تاريخ الخدمة
بتاريخ 12 يناير 2004، قامت كوين ماري 2 برحلتها الأولى من ساوثهامبتون بإنجلترا إلى فورت لودردال، فلوريدا بالولايات المتحدة، حاملة 2620 راكبا تحت اجراءات أمنية مشددة تحسبا لتهديدات ارهابية، وكان ذلك أثناء قيادة القبطان رونالد وارويك، الذي كان ربانا سابقا لسفينة كوين إليزابيت 2، وهو ابن وليام (بيل) وارويك، الذي كان أيضا ضابطا تابعا لشركة كونارد، ومن قباطنة سفن كوين ماري 2 الأوائل. وصلت السفينة من رحلتها الأولى، عائدةً إلى ساوثهامبتون، متأخرة؛ بعد أن فشلت الأبواب التي تغطي مراوح الدفع بالإغلاق في البرتغال.

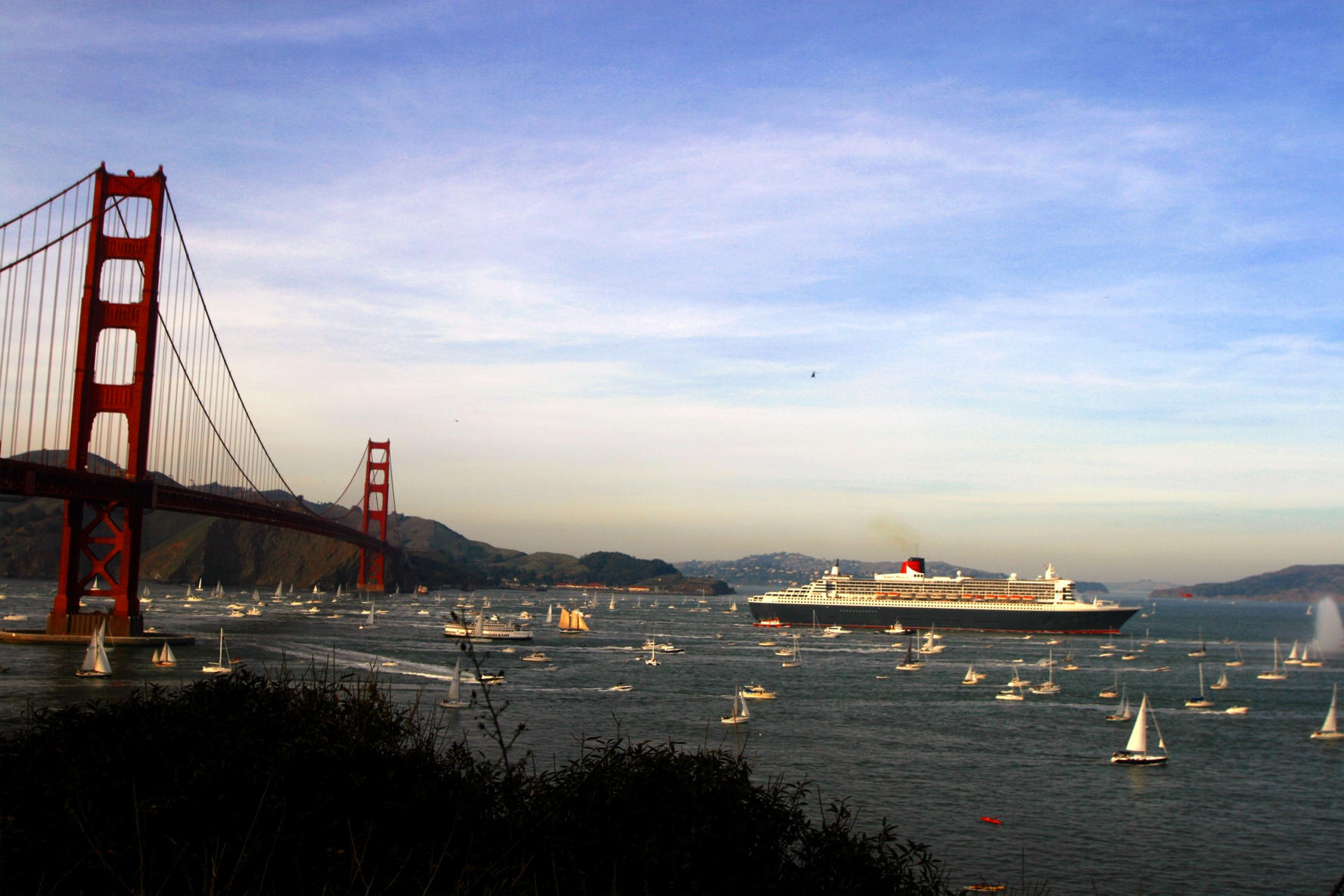
كوين ماري 2 في خليج سان فرانسيسكو.

خلال الألعاب الأوليمبية الصيفية لعام 2004، أبحرت السفينة إلى أثينا ورست في بيرايوس، حيث تم استعمالها كسفينة نزل لمدة أسبوعين ونزل بها كل من توني بلير رئيس وزراء بريطانيا السابق وزوجته شيري، الرئيس الفرنسي السابق جاك شيراك، رئيس الولايات المتحدة السابق جورج بوش الأب، وبعض الفرق الرياضية مثل فريق كرة السلة الأمريكي الأولمبي للرجال.
شهدت إحدى الرحلات العابرة للمحيط الأطلسي عام 2005، كوين ماري 2 وهي تنقل النسخة الأمريكية الأولى الموقعة من كتاب هاري بوتر والأمير الهجين للكاتبة ج. ك. رولينج. قال كونارد في مؤتمر صحفي خاص بهذه المناسبة (على الرغم من أن هذا المؤتمر ليس موثقا)، أن هذه كانت المرة الأولى التي يُنقل فيها كتاب في عابرة محيط لإطلاقه عالميّا في الموقع المحدد.
انطلقت كوين ماري 2 في يناير 2006، برحلة حول أمريكا الجنوبية (إذ أنها ضخمة جدا لتستطيع عبور قناة باناما)، وعند مغادرتها فورت لودردال، أصيبت إحدى مراوح دفعها بضرر عند اصطدامها بإحدى جدران القناة، مما اضطر بالسفينة أن تبحر بسرعة مخففة، وجعل القبطان وارويك بالتالي يتخذ قرارا بعدم الاستجابة لعدد من الاتصالات التي وردتهم أثناء الرحلة إلى ريو دي جانيرو. قام عدد من الركاب بالتهديد بالاعتصام بسبب عدد الاتصالات الكبير الذي تمّ تجاهله، قبل أن يقوم كونارد بوعدهم بإعادة تمويل تكاليف الرحلة كاملة. استمرت كوين ماري 2 بالإبحار بسرعة بطيئة، واتخذت عدّة إجراءات ضرورية إلى حين عودتها لأوروبا في يونيو، للقيام بالتصليحات اللازمة، وعندما حصل ذلك قامت بالرسو في خليج خاص بالتصليحات حيث تمّ نزع المروحة الدافعة المتضررة. وفي نوفمبر عادت السفينة إلى خليج صيانة خاص بشركة "Blohm + Voss" الألمانية في مدينة هامبورغ، وذلك لإعادة تركيب المروحة الدافعة التي تمّ تصليحها، وفي الوقت ذاته تمّت إضافة نظام نضحيّ في سقف شرفات السفينة، كي تتلائم مع متطلبات الأمانة الجديدة المطلوبة منذ حادثة الحريق على متن سفينة أم في ستار برنسس، كما تمّ توسيع جناحيّ الجسر بمسافة مترين لتحسين الرؤية للركاب.

كوين ماري 2 تزور كوين ماري الاصلية (في الامام) بلونغ بيتش، كاليفورنيا.

في 23 فبراير 2006، وبعد إكمال دورتها حول أمريكا الجنوبية، التقت كوين ماري 2 بحاملة اسمها الاصلية آر إم إس كوين ماري، التي ترسو بصورة دائمة ب لونغ بيتش، كاليفورنيا، مصحوبة باعداد كبيرة من السفن والقوارب الصغيرة وقامت السفينتان بتبادل إطلاق صفارتي التحية لكل منهما، والتي تمّ سماعها في جميع أنحاء المدينة.
بدأت كوين ماري 2 في 10 يناير 2007 أول رحلة سياحية لها حول العالم في 81 يوما. في 20 فبراير 2007 التقت السفينة زميلتها في الأسطول كوين إليزابيت 2، التي كانت تقوم برحلة حول العالم خاصة بها أيضا، في ميناء سيدني؛ وكانت تلك المرة الأولى التي تلتقي فيها سفينتان لكونارد في سيدني منذ أن التقت السفينتان الاصليتان كوين إليزابيت وكوين ماري سنة 1941 عندما كانتا تنقلان الجنود. استقطب وصول كوين ماري 2 العديد من المشاهدين، على الرغم من الوقت المبكر الذي وصلت به، أي الساعة 5:42 صباحا، وكان الإقبال كثيفا لدرجة أن جسريّ مرفأ سيدني وآنزاك امتلآ بالناس مما قطع الطريق أمام السيارات. يُقدّر كونارد أن توقف السفينة في ميناء سيدني ضخّ أكثر من مليون دولار في الاقتصاد المحلّي، بما أن أكثر من 1,600 راكب نزلوا المدينة آنذاك مما يترتب عليه بطبيعة الحال اقدامهم على زيارة بعض الأماكن وشراء العديد من الأشياء.
بتاريخ 3 أغسطس 2007، تمّ القاء القبض على ثلاثة أشخاص أثناء قيادتهم ومرافقتهم لنموذج غواصة تيرتل على بعد 61 مترا (200 قدم) من كوين ماري 2 بدون تصريح، وذلك عند طرف خط مواصلات مدينة نيويورك للسفن السياحية.

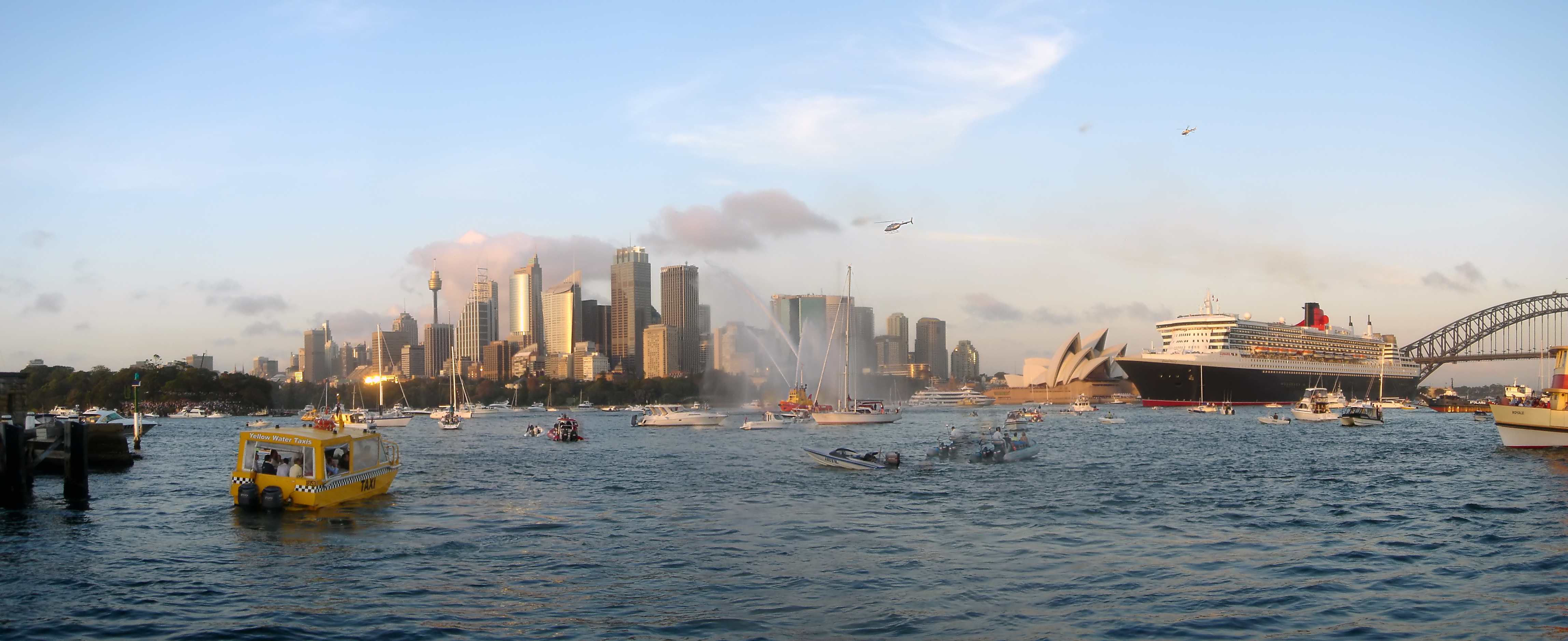
آر إم إس كوين ماري 2 عند وصولها إلى سدني، أستراليا بتاريخ 20 فبراير 2007.

التقت كوين ماري 2 بسفينتي كوين فيكتوريا وكوين إليزابيت 2 بالقرب من تمثال الحرية في مرفأ نيويورك بتاريخ 13 يناير 2008، حيث نُظّم عرض ألعاب نارية احتفالا بالمناسبة؛ وكانت كل من كوين فيكتوريا وكوين إليزابيت 2 قد قامتا برحلة ترادفية عبر المحيط الأطلسي لهذا اللقاء، وكانت هذه هي المرة الأولى التي تلتقي فيها 3 سفن تابعة لكونراد في ذات الموقع. قال كونراد أن هذه المرة كانت ستكون الأخيرة التي ستلتقي فيها هذه البواخر الثلاث، بما أن موعد تقاعد كوين إليزابيت 2 كان معينا في أواخر عام 2008. إلا أن هذا لم يكن الحال، إذ أن هذه السفن عادت والتقت مجددا في ساوثهامبتون بتاريخ 22 أبريل 2008.

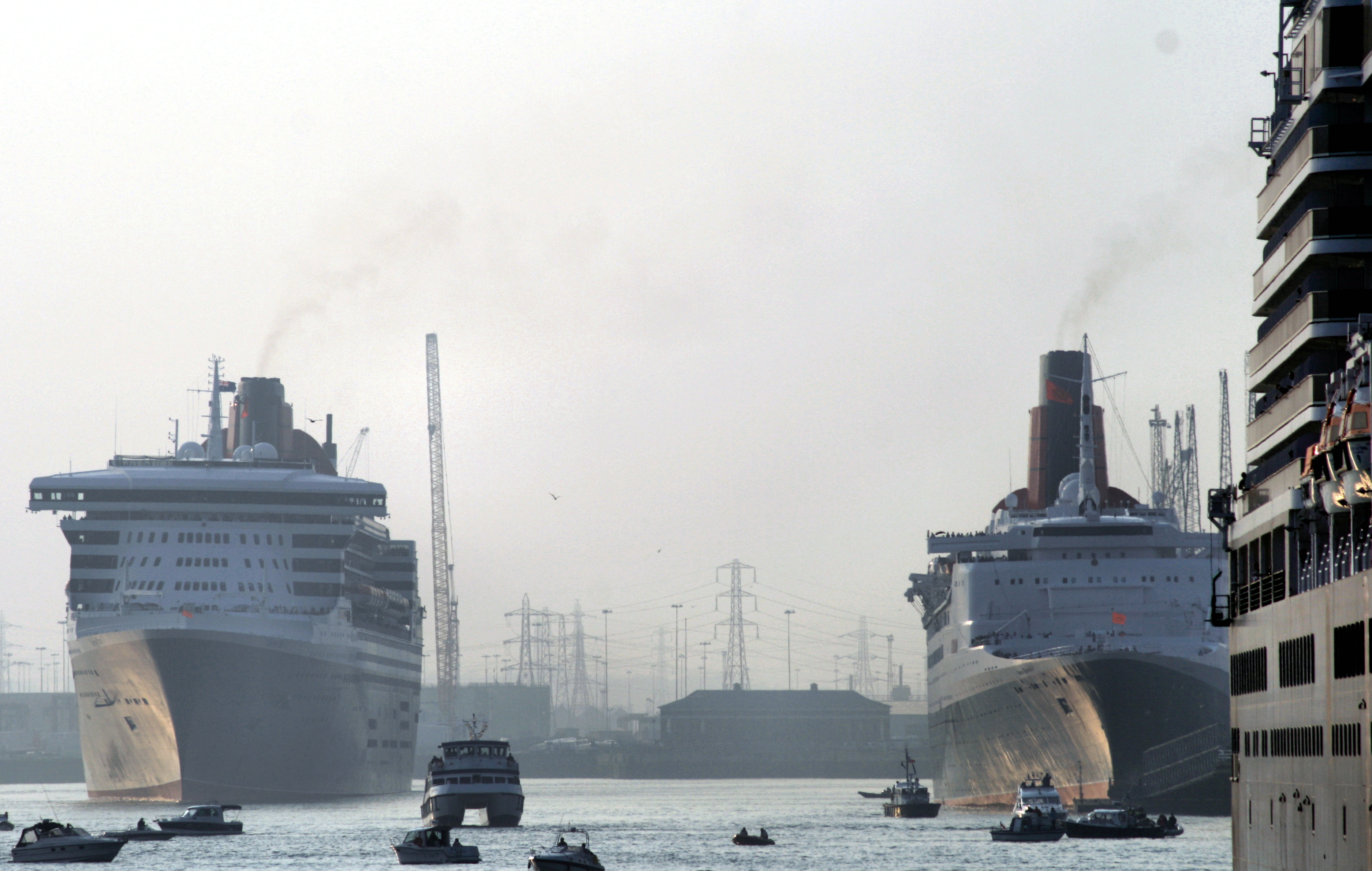
كوين ماري 2 بالقرب من كوين إليزابيت 2، وتبدو كوين فيكتوريا بالمقدمة.

استضافت كوين ماري 2 وسافر على متنها عدد من الشخصيات المشهورة، بما فيهم: الملكة إليزابيت الثانية، الأمير فيليب دوق أدنبرة، الرئيس الفرنسي السابق جاك شيراك، رئيس الوزراء البريطاني السابق توني بلير، موسيقار الجاز دايف بروبك، رئيس الولايات المتحدة السابق جورج بوش الأب، الممثل الكوميدي جون كليز، الممثل ريتشارد درايفس، الكاتب هارولد إيفانز، المخرج جورج لوكاس، المغنية كارلي سيمون، المغني رود ستيوارت، مذيعة الأخبار المسائية لهيئة الإذاعة الكولومبية، كايتي كوريك، ورجل الأعمال دونالد ترامب.
بتاريخ 29 أكتوبر 2008، حاول أحد العمّال في مرففأ هامبورغ، ألمانيا، أثناء رسو السفينة، أن يقتل حبيبته السابقة بعد أن أنهت علاقتها به، عن طريق خنقها في إحدى الغرف. تمّ إطلاق سراح الرجل في وقت لاحق، وأفادت الشرطة من موقع الحادث أنه «كان سكرانا ولم يُعجبه ما سمعه من الفتاة».
أصبحت كوين ماري 2 عابرة المحيط الوحيدة الموضوعة في الخدمة، بعد تقاعد كوين إليزابيت 2 بتاريخ 27 نوفمبر 2008. عادت كوين ماري 2 والتقت بكوين إليزابيت 2 يوم السبت 21 مارس، 2009، عندما رست كل منهما في ميناء راشد بدبي.
قامت كوين ماري 2 بزيارة مدينة كيب تاون بجنوب أفريقيا في مارس 2010 للمرة الأولى منذ إطلاقها عام 2004، وفي هذه الرحلة التقت مجددا بكوين إليزابيت 2 التي كانت قد أصبحت بحلول ذلك الحين سفينة فندقية في المدينة بعد أن كانت كذلك في دبي. وفي 13 يناير سنة 2011، التقت السفينة بنظيرتها كوين فيكتوريا والسفينة الجديدة إم أس كوين إليزابيت في مدينة نيويورك أمام تمثال الحرية في تمام الساعة 6:45 مساء حيث احتفل بهذه المتاسبة ببعض الألعاب النارية، وأضيئ مبنى الإمباير ستيت باللون الأحمر خصيصا لهذا الحدث.

## التصميم

### خارجي

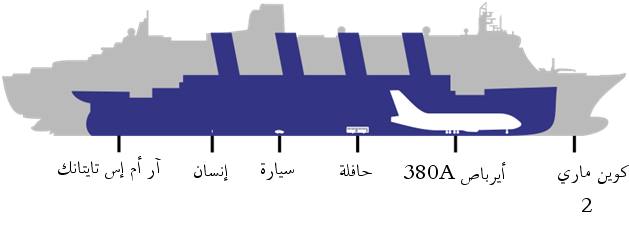
رسم بياني يُظهر حجم كوين ماري 2 مقارنة بسفينة آر إم إس تيتانيك، الإنسان، سيارة، حافلة، وطائرة إيرباص إيه 380.

تقدر مساحة السطح الخارجية لكوين ماري 2 بحوالي 14164 م² (3.5 فدان) وهي مزودة بكاسرات ريح على جوانب السطح لحماية المسافرين من الهواء العنيف عند إبحار السفينة بسرعة عالية. توجد أربعة من أحواض السباحة الخمسة بالسفينة على السطح في الهواء الطلق؛ ويبلغ عمق إحداها إنش واحد فقط ليستطيع الأطفال النزول فيها بأمان. تقع إحدى البرك الأربعة بالداخل على السطح الثاني عشر وهي مغطاة بقبة قابلة للسحب، أما البركة الخامسة الداخلية فتقع على السطح السابق في منتجع نادي رانش كانيون.

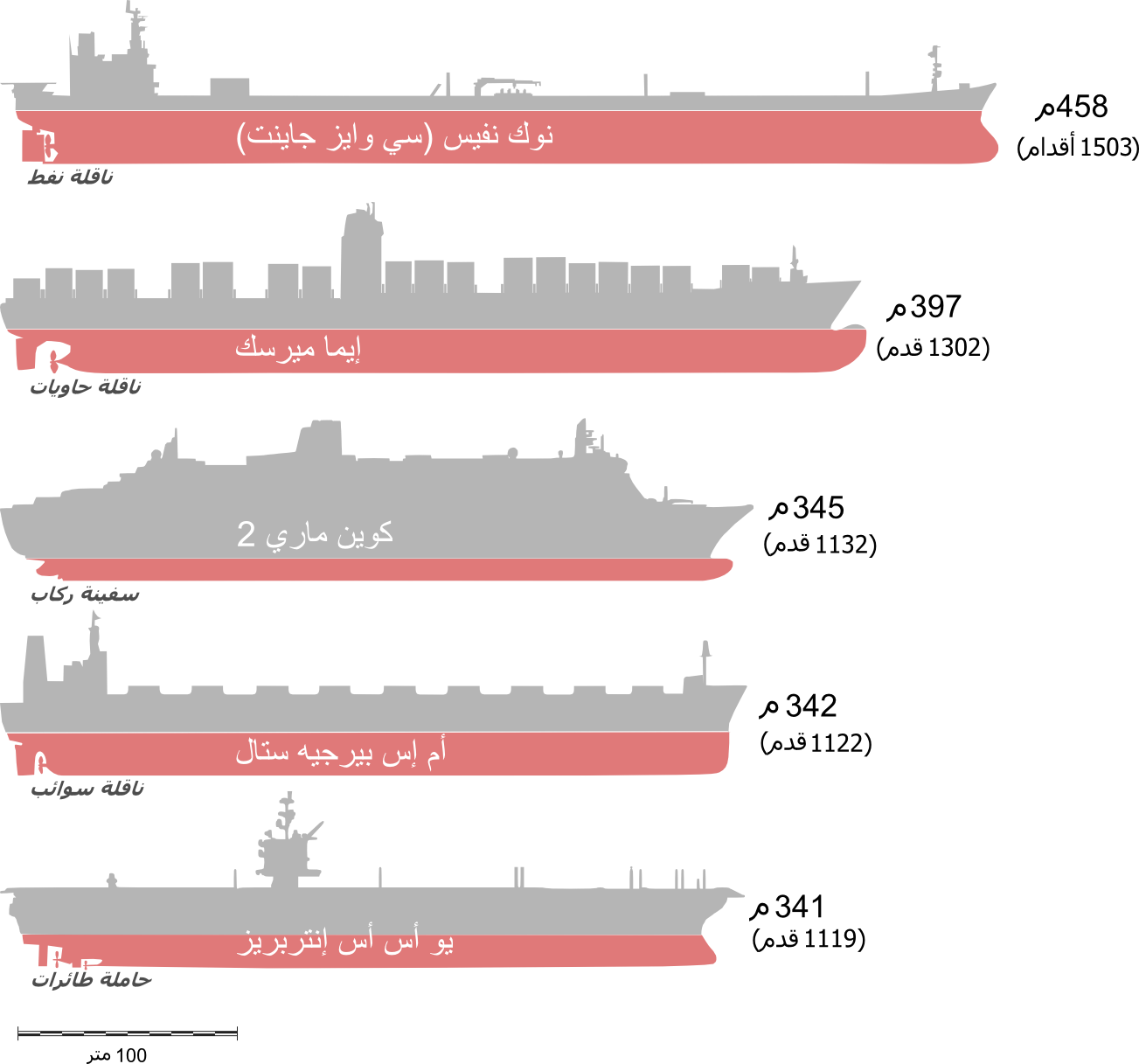
طول كوين ماري 2 مقارنة بطول سفن أخرى.

يوجد بالسفينة مسار للتجول يقع على السطح السابع يُمكّن المسافرين من الدوران حولها، وهو محاط أيضا بصادات رياح ويبلغ طوله الإجمالي 620 مترا. إن الذي حفز وجود هذا المسار هو مفهوم الهندسة الفوقية لترك مجال أوسع لقوارب النجاة، ورغم أن الاتفاقية الدولية لسلامة الارواح في البحار تنص على أن قوارب النجاة يجب أن لا يتجاوز ارتفاعها عن سطح الماء 15 مترا إلا أن المهندس ستيفان باين استطاع اقناع المسؤولين في المنظمة الدولية للسلامة البحرية، بانه يجب التغاضي عن هذا البند من أجل لياقة مظهر السفينة ولتجنب المخاطر في الأطلسي الشمالي، وبالتالي سُمح لهم بوضع القوارب على ارتفاع 25 مترا فوق سطح الماء.

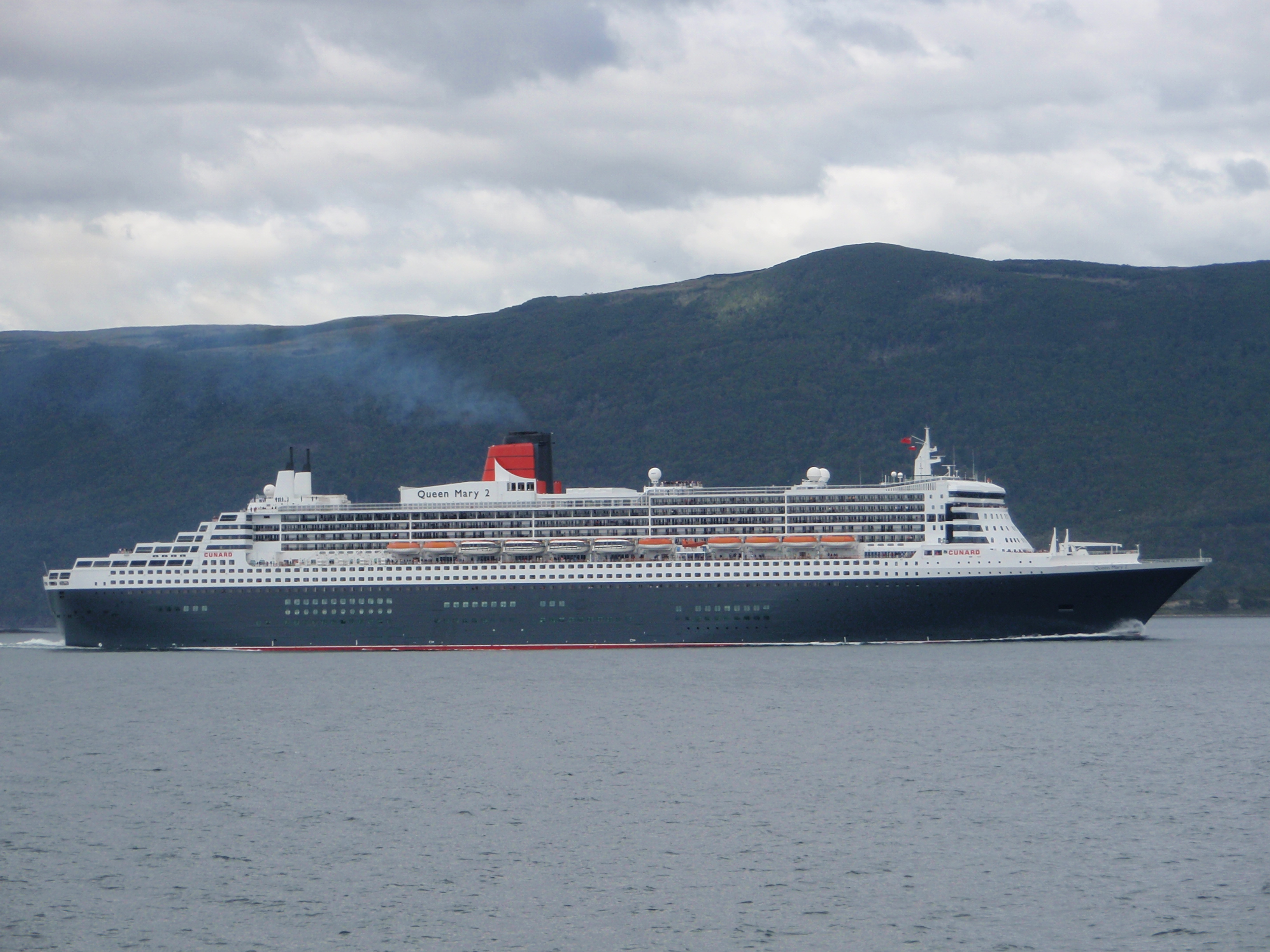
كوين ماري 2 في مدينة يوسوايا بالأرجنتين، أثناء دورانها حول أمريكا الجنوبية.

انتقدت كوين ماري 2 لسبب واحد، ألا وهو تصميم مضادة الكوثل، إذ أن التصميم الرئيسي كان يعمل على جعل المؤخرة شبيهة بتلك الخاصة بكوين إليزابت 2، أي على شكل ملعقة. إلا أن ارتفاع المراوح كان يتطلب صنع مؤخرة ذات شكل تقليدي، فكان الحل الوسط كوثل كونستانزي وهو تصميم يجمع بين التقليدي وشكل مكعب للمؤخرة. وبينما تمسك العديد من النقاد بضرورة المحافظة على التصاميم القديمة المميزة لعابرات المحيط أكد اخرون بان هذا التصميم سيساعد السفينة أكثر.
أكّد ستيفان باين انه لن يلجأ إلى إضافة اية عناصر غير وظيفية  لكوين ماري 2 لجعلها تبدو أكثر شبيها بسفن «الملاحة المنتظمة»، إلا أنه يمكن القول بان التصميم المعتمد يرضي مزيج من المتطلبات الوظيفيه والجمالية فكوثل كونستانزي يوفر العرض المطلوب لمروحتي الدفع ويزيد من استقرار السفينة. وقد رأى البعض بأن هذا التصميم هو تحية لأولى سفن الركاب كالباخرة إس إس أوشيانك.
تمتلك كوين ماري 2، كعدد من السفن الحديثة المخصصة لنقل الركاب أو البضائع، منتفخ انحناء للحد من عامل الجر وبالتالي زيادة السرعة والمدى، وكفاءة الوقود. أما بالنسبة للمروحة فهي تمثل خبرة هندسية كبيرة بشكلها المائل، إذ أن التصاميم الأولية لم تكن لتسمح لها بالعبور تحت جسر فرازانو ناروز، نيويورك، أما الآن فهي تستطيع المرور تحته ببعد 4 امتار (13 قدم).
بما أن كوين ماري 2 أكبر من أن ترسو في معظم موانئ العالم يتم نقل الركاب منها وإليها عبر سفن ممونة صنعت خصيصا لها. توضع هذه السفن بجانب مراكب النجاة عندما تكون الباخرة في عرض البحر. تقوم سفن التموين، عند تحميل الركاب، بالارتباط بإحدى محطات الاستقبال الأربع المسماة كينسينجتون، تشلسي، بلغرافيا، ونايتسبردج، حيث تحتوي كل واحدة على باب يفتح هيدروليكيا للدخول إلى جسم السفينة.
كانت إحدى القرارات التي اتخذها المصممون بشأن السفينة، هو عدم تصغير حجمها لتمكينها من عبور قناة باناما، فبعد أن لاحظ كونارد أن السفينة لن تعبر القناة إلا مرة واحدة في السنة، قرر أن يترك المصممين يبنون السفينة بحجم ضخم يسمح باستيعاب عدد أكبر من الركاب. وكنتيجة لهذا، فإن كوين ماري 2 عليها الدوران حول أمريكا الجنوبية كلما أرادت العبور من المحيط الأطلسي حتى الهادئ. تُذكر الخطوط السوداء العريضة التي تحيط بالسفينة بجانب السطح بمثيلاتها على كوين ماري الاصلية وعلى آر إم إس تيتانيك.

### داخلي
تقع القاعة العامة الرئسية بكوين ماري 2، خلافا للتصاميم التقليدية في عابرات المحيط، بأدنى الطوابق العامة للسفينة وتقع مقصورات الركاب جميعها فوقها. أتاح هذا الأمر بناء غرف أوسع في وسط الهيكل فضلا عن مقصورات بشرفات خاصة أكثر. أراد المصممون قسمة البهوين الرئيسيين بصورة متناظرة كتلك الموجودة على إس إس نورماندي، لكن وجود مقصورات تطل على البهوين جعل تحقيق الغرض المطلوب مستحيلا. وُضعت غرف الطعام في مؤخرة السفينة ولكن ليس بنفس الطريقة التي وُضعت فيها بالسفينة السياحية فواياجر اوف ذي سيز التي يشعر ركابها باهتزاز المروحة عند السرعة القصوى أثناء تناولهم الطعام، كما أن ارتفاعات المؤخرة الناتجة عن الامواج تكون ملحوضة أكثر.
يتضمن السطح 2، وهو أدنى سطح ركاب، المسرح، أنوار الزينة، السينما، القبة الفلكيه، مسرح البلاط الملكي، قاعة الاستقبال الكبرى، الكازينو الإمبراطوري، حانة الاسد الذهبي، والمستوى الأدنى من المطعم «بريطانيا». يحتوي السطح 3، على الطوابق العليا من مسرح البلاط الملكي ومطعم «بريطانيا» وكذلك ممر صغير للتسوق، بار فوف كليكوت للشمبانيا، غرفة الرسم، بار السير صموئيل للنبيذ، غرفة الملكة، وملهى جي 32 الليلي. السطح 7 هو السطح العام الآخر، ويوجد به منتجع كانيون رانش الصحي، حديقة الشتاء، محكمة الملك، صالة الملكة للشواء، مطعم الملكة ومطعم الأميرة للركاب المهمين. يحتوي السطح 8 على مطعم تود إنغليش، أكبر مكتبة في البحر (كان هذا اللقب ملكا لمكتبة كوين إليزابيت 2 سابقا)، متجر كتب والجزء العلوي من منتجع كانيون رانش الصحي، كما يوجد بهذا السطح حوض سباحة خارجي وشرفة كبيرة.
تُفتح منطقة محكمة الملك أربع وعشرون ساعة في اليوم، وتستخدم كمطعم بوفيه للإفطار والغداء. تنقسم هذه المنطقة إلى أربعة أقسام، كل واحدة منها مزوقة وفقا لموضوع معين وبأسلوب خاص مثل طريقة الإضاءة، الطاولات وقائمة الطعام: لوتس، المختصة في المطبخ الآسيوي؛ ذي كافري، الذي يقدم مشاوي على الطريقة الإنكليزية؛ لا بيزا، بطعامها الإيطالي؛ وقسم ذي شاف غالوري الذي يوفر تجربة تفاعليه لإعداد الطعام. يبقى القسم الأول مفتوحا كبوفيه من الساعة 23:00 مساءً حتى 05:00 صباحا حيث يبدأ بتقديم وجبة الإفطار، أما باقي الأقسام فتفتح في أوقات مختلفة، وبحلول الساعة 08:30 تكون جميعها قد بدأت بتقديم الفطور.
يقول البعض أن الفصل بين الركاب إلى عدة مطاعم يأتي بحسب سعر المقصورات المحجوزة لهم، فمطعم بريطانيا هو المطعم الأساسي للمقصورات العادية، مطعم الأميرة لالائك للأجنحة الصغيرة، ومطعم الملكة لأصحاب الاجنحة الفخمة؛ مما يجعل كوين ماري 2 مقسومة إلى ثلاث درجات. رغم أن بقية المرافق العامة تستعمل من قبل جميع الركاب بدون تفريق، إلا أن ركاب الأجنحة لهم سطح خارجي مخصص به مسبح خاص على السطح 11، ورغم أن كوين ماري 2 هي أول عابرة محيط بدرجة واحدة منذ تلك التي كانت تنقل المهاجرين في أواخر القرن الماضي (خلافا لكوين اليزاباث 2 التي صممت لتكون بثلاث درجات) إلا أنه يمكن التحكم بممراتها ومنافذ السلالم لجعلها مقسمة إلى درجات عدة كالعابرات التقليدية.
هناك بعض التعقيدات في تصميم الباخرة نظرا لترتيب الغرف العامة، فعلى سبيل المثال يحتل مطعم بريطانيا كامل عرض السفينة على علو طابقين، لذا أضيف سطح سمي بالسطح 3 يسمح بمرور الركاب من قاعة الاستقبال الكبرى إلى غرفة الملكة دون عبور غرفة الطعام، ويتكون هذا السطح من ممران يبدءان من تحت الشرفة العالية للمطعم بالسطح 3 إلى السطح 2. وهذا هو السبب في أن الشرفة في المطعم بريطانيا ضاعفت طبقات الهيكل، وهو ما يتضح على الهيكل الخارجي حيث ثمة مجموعة من ثلاثة صفوف من النوافذ في المنطقة التي يقع بها مركز المطعم الرئيسي. كذلك هناك تراتيب مماثلة من لمسرح البلاط الملكي.
هناك أكثر من 5000 تحفة فنية موجودة في الغرف العامة، الممرات، الردهات، والسلالم، وقد تمّ إنشائها خصيصا لكوين ماري 2 من قبل 128 فنانا من 16 بلدا مختلفا. ومن التحف المميزة الملحوظة في السفينة، النسيج المزدان بالصور والرسوم الخاص بالفنانة باربرة بروكمان، والذي يصل في ارتفاعه لعلوّ طابقين - ويُمثل عابرة محيط (يُحتمل أن تكون كوين ماري الأصلية)، جسر، وخط أفق نيويورك - والجدارية البرونزية للفنان جون ماكينا في القاعة الكبرى، والتي أوحى بها التصميم الجداري الخاص بغرفة الطعام الرئيسية في كوين ماري الأصلية.

### كأس بوسطن
تحمل السفينة على متنها كأس بوسطن، الذي يُسمى أحيانا بكأس بريطانيا. صُنعت هذه التحفة خصيصا للسير صموئيل كونارد في بوسطن للاحتفال بوصول أول سفينة له، بريطانيا، إلى الميناء. كان كونارد قد اختار بوسطن لتكون المرفا الأمريكي لرحلاته عبر المحيط الأطلسي، مما أدى لوجود رابطة قوية بين المدينة وخط رحلات كونارد.
يُعتقد بأن الكأس قُدم للسير صموئيل كونارد قرابة العام 1840، إلا أنه فُقد للفترة العظمى من حياته. عُثر على الكأس في متجر للتحف الأثرية عام 1967 وأعيد إلى كونارد حيث تم وضعه على متن كوين إليزابيت 2. وُضع الكأس على متن كوين ماري 2 عام 2004، عندما أصبحت الأخيرة سفينة أميرالية، كرمز لها كونها أصبحت سفينة كونارد الأميرالية. يُشكل الكأس حاليّا عنصرا مميزا للملاحة البحرية في هذه السفينة.

### المرافق، القمرات، والنزل
تحتوي آر إم إس كوين ماري 2 على:
| - 1310 مقصورات بما فيها الثنائية والأجنحة، منها 955 بشرفات. - 5 أحواض سباحة. - 8 أحواض جاكوزي. - عشرون مطعما، حانة، ناد، وقاعة احتفالات. - مستشفى كامل التجهيزات. - مركز طب بيطري. | - مسرح «روايال كورت» بسعة 1094 متفرج. - مسرح «اليموناسيوم» بقبة عملاقة يعرض به أفلام ثلاثية الابعاد. - حديقة شتوية. - حديقة صيفية. - كازينو. - ملهى ليلي. | - مكتبة. - قاعة قراءة. - سينما هواء طلق. - مركز مداواة طبيعية (50 موضفا). - 300 عمل فني بقيمة 4.4 مليون يورو. - 17 طابقا للمسافرين. |

تبلغ مساحة المرافق العمومية 800.26 م².

#### إحصائيات عامة
- تحتوي آر إم إس كوين ماري 2 على 3001 هاتف.
- يستهلك المسافرون سنويا:

| - 230000 قارورة نبيذ وأكثر من 1.5 مليون مشروب أخر. - 24950 كغ (55,000 رطل) من القهوة. - 7000 صندوق فراولة. | - 17240 كغ (38,000 رطلا) من السلمون المدخن. - 90000 كغ (198,000 رطلا) من الأناناس. - كمية من لحم البقر تكفي مدينة ساوثهامبتون لسنة كاملة. |

## مواصفات تقنية

### نظام توليد الطاقة والدفع

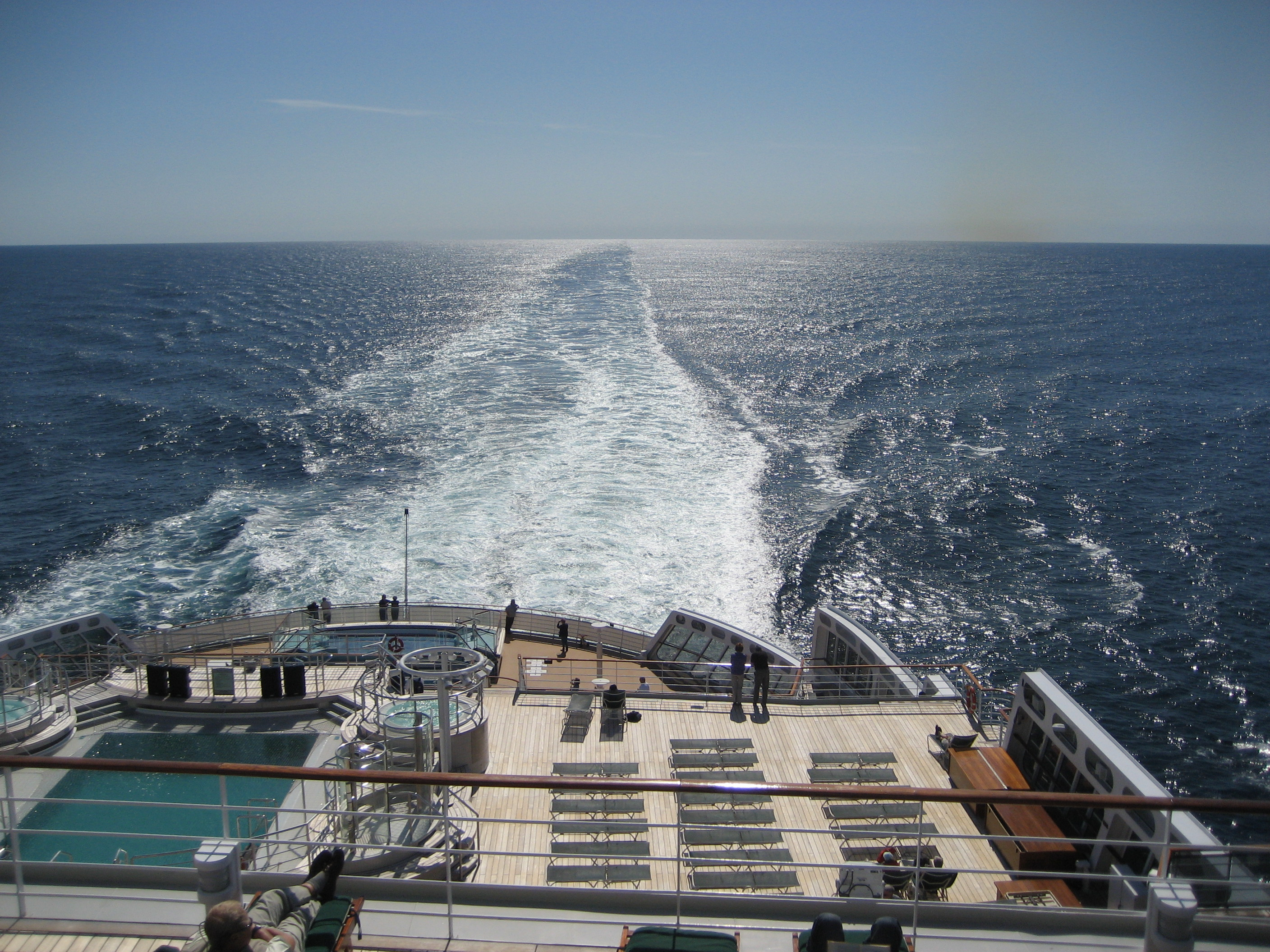
منظر من مؤخرة كوين ماري 2 يُظهر ارتداد المياه بسبب قوة الدفع التي تولدها المراوح الضخمة.

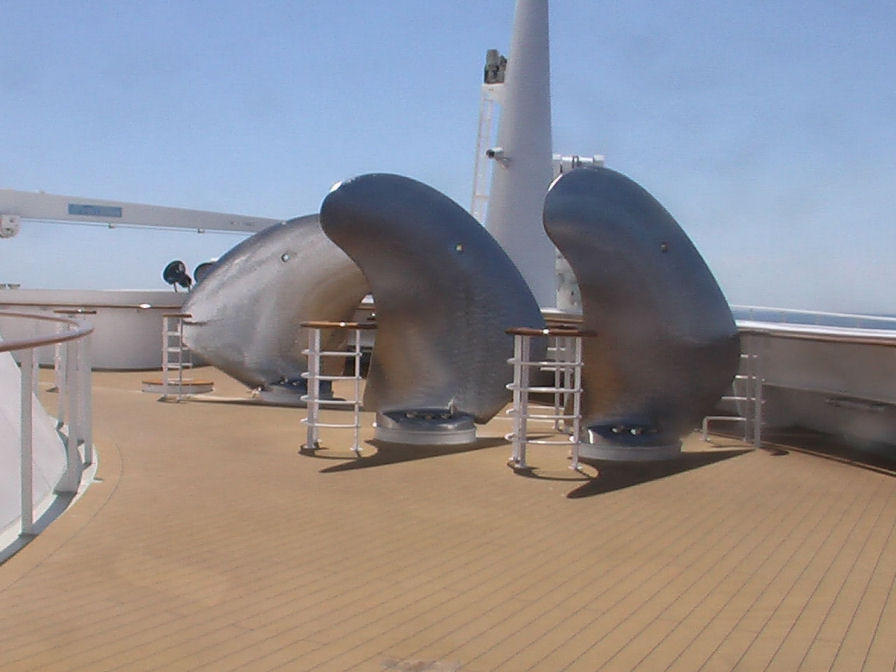
ثلاثة مراوح دافعة إضافية من أصل ثمانية، موضوعة على السطح الأمامي.

يشمل نظام توليد الطاقة بكوين ماري محركي ديزل ذات 16 اسطوانة من نوع فارتسيلا 16V46CR انفيرو انجن يولدان 67200 كيلو واط (90,100 حصان) بخمسمائة وأربعة عشر دورة في الدقيقة، بالإضافة إلى توربيني غاز جنرال الكتريك إل أم 2500+ يولدان 50000 كيلو واط (67,000 حصان)، ويعمل النظامان معا كوسيلة للاقتصاد في الطاقة عند السرعة المنخفضة، وقد أصبح وجودهما معا في السفن العسكرية أمرا مألوفا منذ فترة قصيرة من الزمن. يتموضع المحركان تحت التربينات للسماح بتسهيل مرور الهواء المضغوط إلى التوربينات وللزيادة من نسبة المساحة داخل الهيكل. على الرغم من أن كوين ماري 2 هي أول سفينة ركاب تعمل بنظاميّ محرك الديزل والتوربيني الغازي، فهي ليست أول مركبة نقل ضخمة تولّد طاقتها من محركات توربينية تعمل على الغاز، كما يُشاع، إذ أن السفينة الفنلندية فينجيت هي أول من فعل ذلك عام 1977.
يؤمن الدفع أربع أنظمة رولز رويس «مرمايد» (بالإنجليزية: Rolls-Royce Mermaid)، يدير كل واحد منها مروحة ضخمة منفصلة في الدفع عن الأخرى. هناك اثنين من تلك المراوح مثبتة، بينما تستطيع الاخرتان الدوران حول محورها بثلاثمائة وستين درجة وذلك للمناورة بالسفينة وتسهيل ملاحتها في المياه غير العميقة. تعتبر كوين ماري 2 أول سفينة ركاب مكتملة بأربع مراوح، منذ بناء السفينة إس إس فرانس عام 1961.
تحتوي كوين ماري 2، كما معظم السفن السياحية الحديثة، على مولد كهربائي ثنائي في غرفة المحركات ذو طاقة توليد تبلغ 21500 كيلو واط (28,800 حصان)، لإنارة السفينة وتشغيل الأجهزة والمعدات الكهربائية بها. ومن المظاهر غير التقليدية أيضا في الباخرة، موقع توربينيّ الغاز، فهما لا يقعان في غرفة المحركات ببدن السفينة مع محركا الديزل، بل تم وضعهما عوضا عن ذلك في غرفة عازلة للصوت تقع تحت المدخنة. أتاح هذا الأمر لمصممي السفينة أن يقوموا بإمداد التوربينات بالهواء اللازم لتشغيلها دون أن يضطروا لمد أنابيب غازيّة لنقله على طول السفينة، مما كان ليستحوذ على مساحة كبيرة يمكن استخدامها لأغراض أخرى.

### مخزون المياه
تستحصل السفينة على مخزونها من الماء العذب عن طريق 3 مصانع محلية لماء البحر بشكل رئيسي. تبلغ سعة كل مصنع من هذه المصانع 630 متر مكعب من المياه يوميّا، وهي تستعمل تقنية الصفائح متعددة التأثيرات لتحلية المياه (بالإنجليزية: MEP ،Multiple effect plate distillation technology). تؤمن طاقة المصانع من خلال البخار والمياه الباردة الصادرة من توربينات الغاز أو محركات الديزل الخاصة بالسفينة، أو من البخار الصادر عن غلايتيّ الباخرة التين تعملان على الوقود - إن احتاج الأمر لهذا. تمّ تطوير تقنية الصفائح متعددة التأثيرات لتحلية المياه خصيصا لمصانع الباخرة، وذلك حتى يتقلص قياس الصفائح، مما يقلل كثيرا من الحاجة إلى صيانة المصنع على الدوام عن طريق إلغاء ضرورة تنظيف الصفائح الحمض. تحتوي المياه المحلاة على نسبة قليلة جدا من الملح تصل لأقل من 5 أجزاء بالمليون. يصل معدل الماء المنتج بالنهار إلى 1,100 متر مكعب، ويمكن أن يصل حتى 1,890 مترا مكعبا، وبالتالي يبقى هناك سعة احتياطية كافية. يُمكن لمصنعين فقط تأمين حاجة السفينة الكاملة من الماء العذب، وتبلغ سعة الخزانات المخصصة 3,830 مترا مكعبا مما يكفي الركاب 3 أيام. وبحال كانت الباخرة تسير بسرعة منخفضة، فإن المحركات لن تنتج بخارا كافيا لعمل مصانع التحلية، وبهذه الحالة، أو في حالة ما إذا كانت تكلفة شراء الماء في أحد المرافئ أقل من تكلفة تحليته، فإنه يتم التزود بها من البر. تقع مضخات مياه البحر في بدن السفينة، ويتم التخلص من محلول الملح المركز عن طريق رميه في البحر عند كوثل السفينة، بالإضافة لمياه المحركات الباردة.

## الأداء البيئي
يعتبر الأثر الكربوني الذي تتركه عابرات المحيط أكبر من ذاك الذي تتركه الطائرات، أي أنها تعتبر ملوثة كبيرة للبحار، أضف إلى ذلك النفايات التي تُلقى منها وتساهم في زيادة نسبة التلوث، أما كوين ماري 2 فكان تصميمها يهدف منذ البداية أن تكون «صديقة للبيئة» بدرجة تفوق المعايير العالمية المطلوبة، ومن الأهداف البيئية التي كان المصممون يسعون لتحقيقيها: إعادة استخدام المياه المستعملة لأغراض غير الشرب، وعدم إلقاء أي مهملات صلبة في البحر، إلا أن هذه الإجراءات لم تتخذ لأسباب اقتصادية مثل تقليل الإسراف في الطاقة المستخدمة لحرق النفايات عوضا عن رميها. يبقى الأداء البيئي لكوين ماري 2، على الرغم من هذا، يفوق المعايير الدولية وذلك الخاص بالعديد من السفن الأقدم.

### انبعاثات غازات الدفيئة وتلوث الهواء
يبلغ معدل استهلاك الطاقة اليومي لكوين ماري 2، عند سيرها بسرعة 29 عقدة، حوالي 261 طن من الديزل و237 طن من الوقود البحري. تصل نسبة انبعاثات ثاني أكسيد الكربون (CO2) إلى 3.1 طن مقابل حرق طن واحد من الوقود، ويقابل هذا انبعاثات تصل إلى 0.74 كلغ مقابل كل راكب بالميل، من أصل 2,600 راكب على متن الباخرة. إلا أن شركة «كلايمت كير» (بالإنجليزية: Climate Care)، المختصة بدراسة المناخ، تظهر بأن كوين ماري 2 ينبعث منها 0.43 كلغ من ثاني أكسيد الكربون مقابل كل راكب بالميل، وقد يكون هذا الرقم الأصغر مبني على إحصائية جرت للسفينة أثناء سيرها بسرعة منخفضة، أو أثناء حملها لركاب أقل، أو خلال فترة كانت فيها نسبة الكربون المنبعثة من الوقود المحترق قليلة، كما تقول «كلايمت كير» أن انبعاثات هذا الغاز في رحلة طائرة، في أجواء تهب فيها رياح قوية، يصل إلى 0.257 كلغ، إلا أن الأضرار التي تقع بسبب هذا يبقى مسموحا بها ما لم تتجاوز المقدار المحدد. يصل معدل انبعاثات غازات الدفيئة من كوين ماري 2، وفق هاتين الدراستين إلى 66%، أي أكثر بثلاث مرات من تلك الصادرة من أي رحلة جوية. يُلاحظ أن هذه الدراسات لا تأخذ بعين الاعتبار الانبعاثات البرية أو الجوية من المركبة عند انطلاقها من موقع المغادرة ووصولها إلى المكان الذي تنشده. يقول كونارد، مالك السفينة، أن أي مقارنة بين التلوث الذي تسببه سفينته وذاك الذي تسببه الطائرات تعتبر معيوبة، لأن الباخرة تحوي فندقا مليئا بالناس، وبالتالي فهي أكثر من مجرد وسيلة نقل، وهو يرفض أن يُقدم أي إحصائيات فعلية عن الأثر الكربوني الذي تتركه سفينته.
تلجأ السفينة إلى استعمال الوقود قليل الكبريت للتقليل من نسبة التلوث في المناطق التي تعاني تلوثا هوائيا بفعل ثاني أكسيد الكبريت والتي تزداد فيها نسبة هطول المطر الحمضي.

### المياه المستعملة
يتم تجميع المياه الرمادية (مصطلح يطلق على مياه الاستحمام، المغاسل، الغسيل، الخ..) والسوداء (مياه المراحيض، المبولات، والمياه المبتذلة من المركز الطبي) في نظام أنبوبي مستقل، ويعمل ذلك المخصص للأولى عن طريق الجاذبية، والمخصص للثانية عن طريق نظام تفريغ الهواء. يصل كل من نظام الأنابيب إلى مصنعين متطابقين لمعالجة المياه المبتذلة يستخدمان تقنية المفاعل الأحيائي الغشائي، يتبعها عملية ترشيح فائق وتطهير بواسطة الأشعة فوق البنفسجية، ليتم إنتاج مياه نقية قابلة للشرب في النهاية. لا تستخدم هذه المياه في الشرب على الرغم من ذلك، إذ أن معظم الناس يترددون في شرب الماء المكرر، وعوضا عن ذلك تم اقتراح استخدام المياه الرمادية المكررة في تنظيف الأسطح، غسل النوافذ، وغير ذلك من الاستعمالات التقنية، وهذا كان أحد الأسباب التي دفعت المصممين إلى إنشاء نظام أنبوبي مزدوج، إلا أن إعادة استخدام الماء لم تتم كما هو مخطط، وبدلا من ذلك يتم تخزين النفايات السائلة في خزان «المياه الرمادية»، أو في خزانات الصابورة بحال اضطر الأمر لهذا، ومن ثم تُلقى في البحر على بعد 12 ميل بحري من الشاطئ. إن ترشيح الماء وتطهيرها ليس بضروري قبل إلقاء الأخيرة في البحر، وفقا للمعايير البيئية الدولية.
يتم معالجة المياه الآسنة، أي تلك الزيتية التي تتجمع في قاع السفينة، كما في باقي السفن، في ألة للطرد المركزي تقوم بفصل الراسب الطيني عن المياه الباقية. يتم إلقاء المياه التي تحوي زيتا بأقل من 15 جزءًا بالمليون في البحر.

### النفايات الصلبة
يقوم العمال في المطبخ، أو الخدم المخصصين لإفراغ حاويات المهملات في غرف الركاب، بفصل وفرز النفايات الصلبة، ومن ثم يتم معالجتها وفقا لنوع كل منها. تُنقل النفايات العضوية في أنابيب إلى مرفق حيث يتم تقطيعها وتمزيقها، تجفيفها من الماء في غرف مفرغة من الهواء، ضغطها، ثم رميها في البحر ما أن تصبح السفينة على بعد أكثر من 12 ميل بحري عن الشاطئ، وبالإضافة لذلك، فإذا كانت السفينة قريبة من إحدى السواحل أو تبحر في مياه مغلقة، فإن النفايات هذه يتم حرقها، إلا أن هذا يتطلب كمية كبيرة من الطاقة بسبب النسبة العالية من السوائل الموجودة في النفايات العضوية. يتم تقطيع البلاستيك الرقيق (أغلفة، قوارير الماء) والورق وحرقه في محارق الباخرة، أما البلاستيك القاسي الذي يحترق بصعوبة، بالإضافة للزجاج، والكرتون، فيتم تقطيعها أو ضغطها ومن ثم تخزينها لرميها على البر أو إعادة تصنيعها من قبل شركات مقاولة مرخصة. يقوم المقاولون أحيانا بتجميع المهملات بدون مقابل، وفي أحيان أخرى يجب الدفع لهم، وفقا للمرفأ الذي يتم استدعائهم إليه. يتم تخزين تلك المهملات في بعض الأحيان لفترات طويلة، إذ ان المقاولون حاملوا الترخيص لا يمكن العثور عليهم في جميع المرافئ التي ترسو بها السفينة.
اقترح البعض حرق الرواسب الطينية المجففة المتبقية في مصانع معالجة المياه المبتذلة، كما زيت المحركات، إلا أن الرواسب يتم رميها في البحر بالواقع، أما زيت المحركات والرواسب الزيتية الباقية من مصنع معالجة المياه الآسنة فيتم تخزينها والتخلص منها على البر عن طريق اعطائها للمقاولين المرخصين، وكذلك النفايات الخطرة مثل أنابيب الضوء الفلورية أو بقايا الطلاء. يتم إعادة تصنيع حوالي 70% من النفايات التي يتم إلقائها في المرفأ الأم لكوين ماري 2 بساوثهامبتون. أما بالنسبة لرماد المحارق، فيتم تجميعه أيضا ورميه على البر.

### الرقابة والإذعان للقوانين البيئية
يتم مراقبة عملية التخلص من المواد الحساسة، وبشكل خاص الزيوت المترسبة من المياه الآسنة المعالجة وانبعاثات الغاز، بشكل دقيق للتأكد من ملائمتها للمعايير البيئية المطلوبة. ويقول كونارد أن السفينة تحافظ على معاير تفوق تلك التي تتطلبها الإتفاقية العالمية لمنع التلوث من السفن (بالإنجليزية: International Convention for the Prevention of Pollution From Ships ،MARPOL) الخاصة بالمنظمة البحرية الدولية، والدليل على ذلك أنها تلقي بالفضلات بالبحر فقط عندما تكون على بعد 12 ميل بحري من الشاطئ، على الرغم من أن الاتفاقية تسمح بإلقاء النفايات العضوية والمياه الآسنة المعالجة على مسافة أقرب من هذا.

## الظهور الإعلامي
ظهرت كوين ماري 2 في عدد من التغطيات الإعلامية الدولية بسبب الحملة الإعلامية الكبرى التي قامت بها كونارد لاين والتي أدت بالنهاية إلى الرحلة الأولى للباخرة، ومن الإعلانات التي ظهرت بها:
- تمّ تصوير فيلم المخرج فولفغانغ بيترسن «بوسيدون» لعام 2006، في كوين ماري 2 جزئيا؛ وكان الفيلم الأصلي «مغامرات بوسيدون»، قد تم تصويره على متن كوين ماري. وعلى الرغم من أن الداخل الذي تم تصويره لم يكن الداخل الفعلي للسفينة، فإنه قد أوحى بتصميم موقع تصوير الفيلم.
- ظهرت السفينة في الموسم الثاني من مسلسل «ذا أبرنتس» (بالإنجليزية: The Apprentice)؛ في حلقة استحصل فيها فريق رجال موزايك على جائزة عشاء على متنها.
- في مسلسل الأنمي لعام 2005 «بلاد+»، تمّ تصميم السفينة الأميرالية لمنظمة الدرع الأحمر بناءً على كوين ماري 2. وفي فترة لاحقة من المسلسل تمّ إغراق السفينة خلال هجوم الشخصيتين ديفا وكارل.
- تستضيف السفينة في كتاب الأديب الإنكليزي فريدريك فورسايت «الأفغاني» (بالإنجليزية: The Afghan)، قمة خيالية لمجموعة الثماني.
- أصدرت هيئة الإذاعة الوطنية في أكتوبر 2006، برنامجا يدعى "على متن كوين ماري 2 — مغامرة عابرة للمحيط (بالإنجليزية: Onboard Queen Mary 2 — A Transatlantic Adventure)، وهو يُوثق رحلة نمطية كاملة من 6 أيام على متن الباخرة.
- ظهرت كوين ماري 2 بدور السفينة الخيالية إس إس برنسس إيزابيلا في فيلم 10.5 آبوكاليبس (بالإنجليزية: 10.5 Apocalypse)، وفي فترة لاحقة من الفيلم تلاقي السفينة نهايتها عندما تسحقها موجة تسونامي تسببها هزة بحرية.[59]
- في مؤلف الكاتب باتريك روبنسون "هانتر كيلر"، تصتدم كوين ماري 2 بيخت "شايدز أوف آرابيا المملوك لأمير سعودي متوج.
- قامت قناة ناشيونال جيوغرافيك في يوليو 2007 ببث حلقة خاصة من البرنامج الوثائقي «المنشآت العظمى» (بالإنجليزية: Megastructures) عن كوين ماري 2.
- تظهر كوين ماري 2 في لعبة الأكس بوكس 360 "إيس كومبات 6 - فايرز أوف ليبيراشن (بالإنجليزية: Ace Combat 6 - Fires of Liberation)، في مدينة غراسيميريا، بالمستوى الرابع عشر، في المرفأ بالقرب من الجسر المعلق المدمر جزئيّا.
- تصعد الشخصيتان الرئيسيتان في سلسلة المانغا، أور كينغدوم (بالإنجليزية: Our Kingdom)، على متن سفينة تكاد تكون نسخة مطابقة لكوين ماري 2.

## معرض الصور

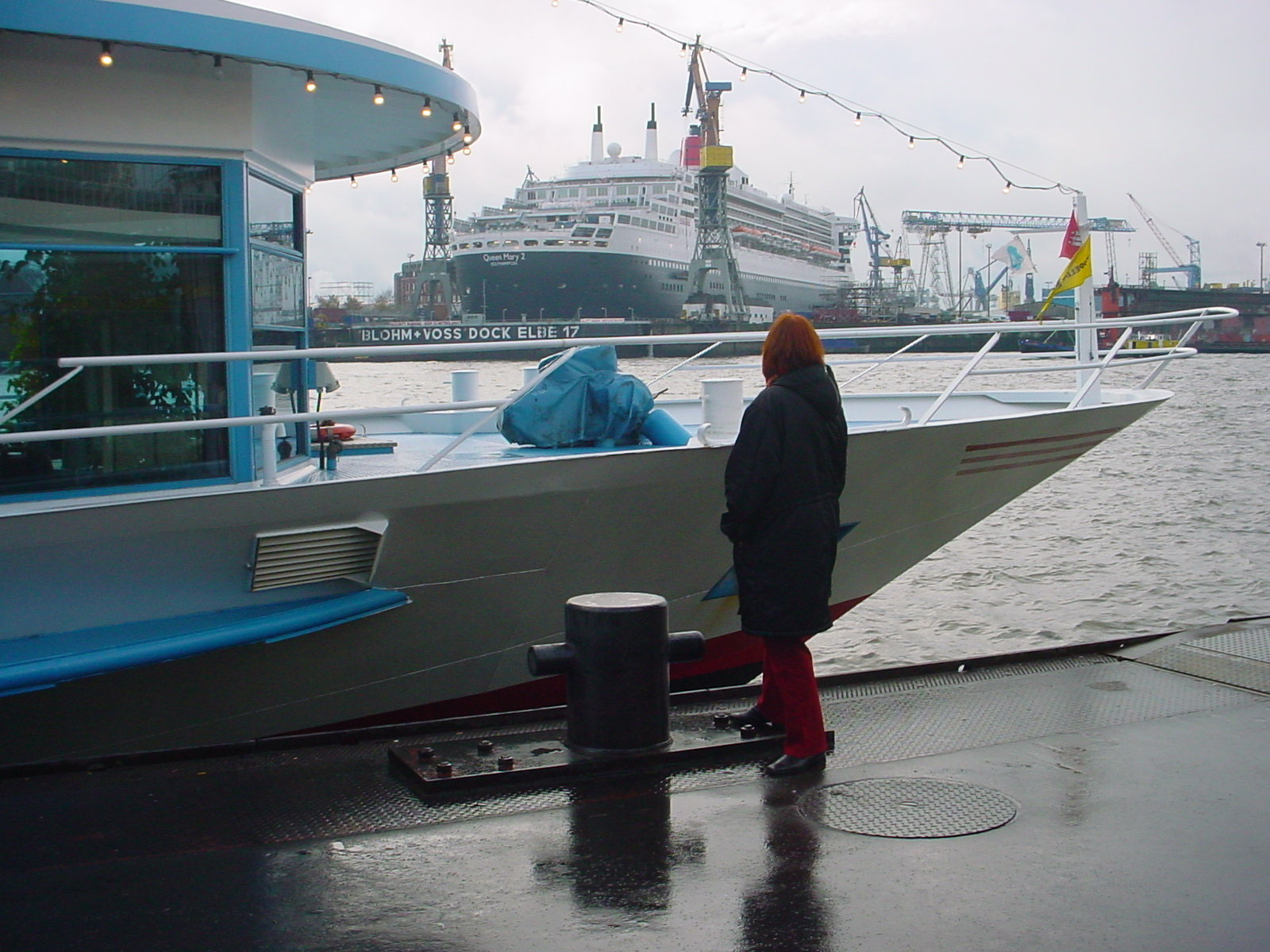
كوين ماري 2 في هامبورغ.
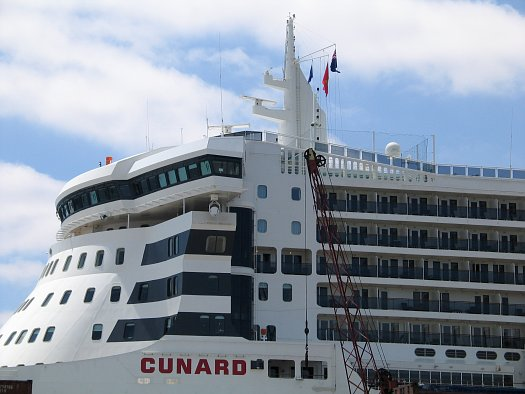
كوين ماري 2 في لشبونة.
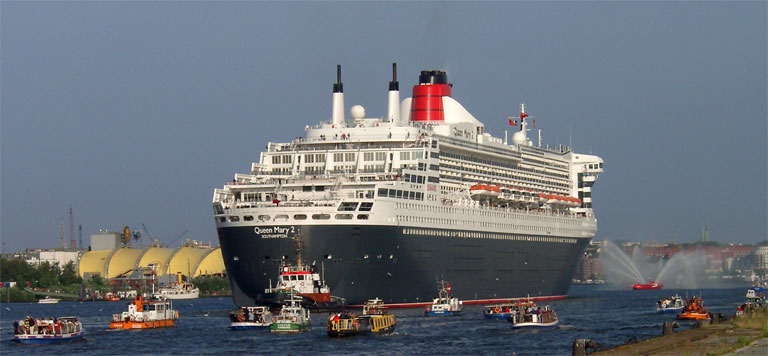
كوين ماري 2 في سيدني.
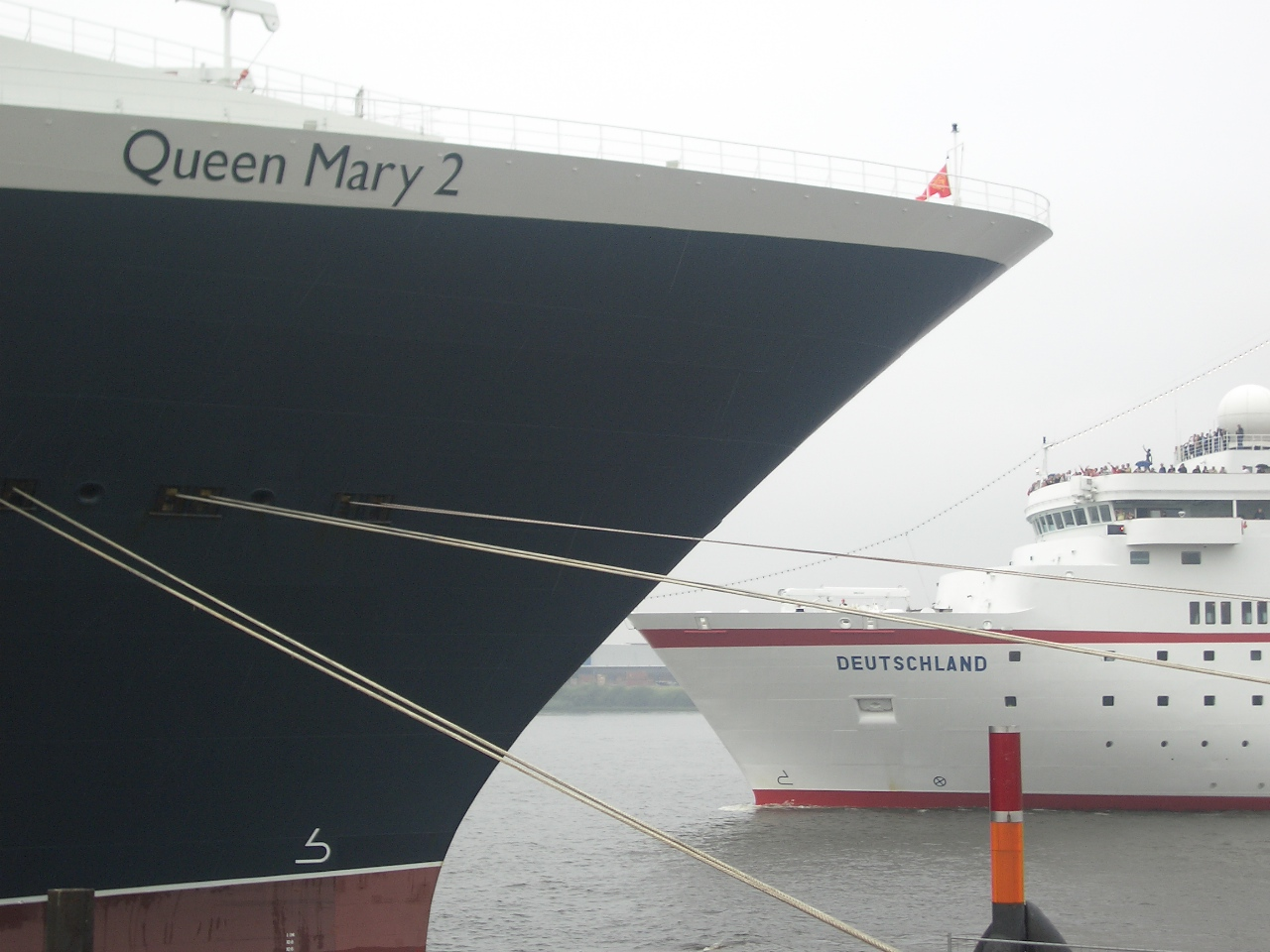
مقدمة كوين ماري 2.
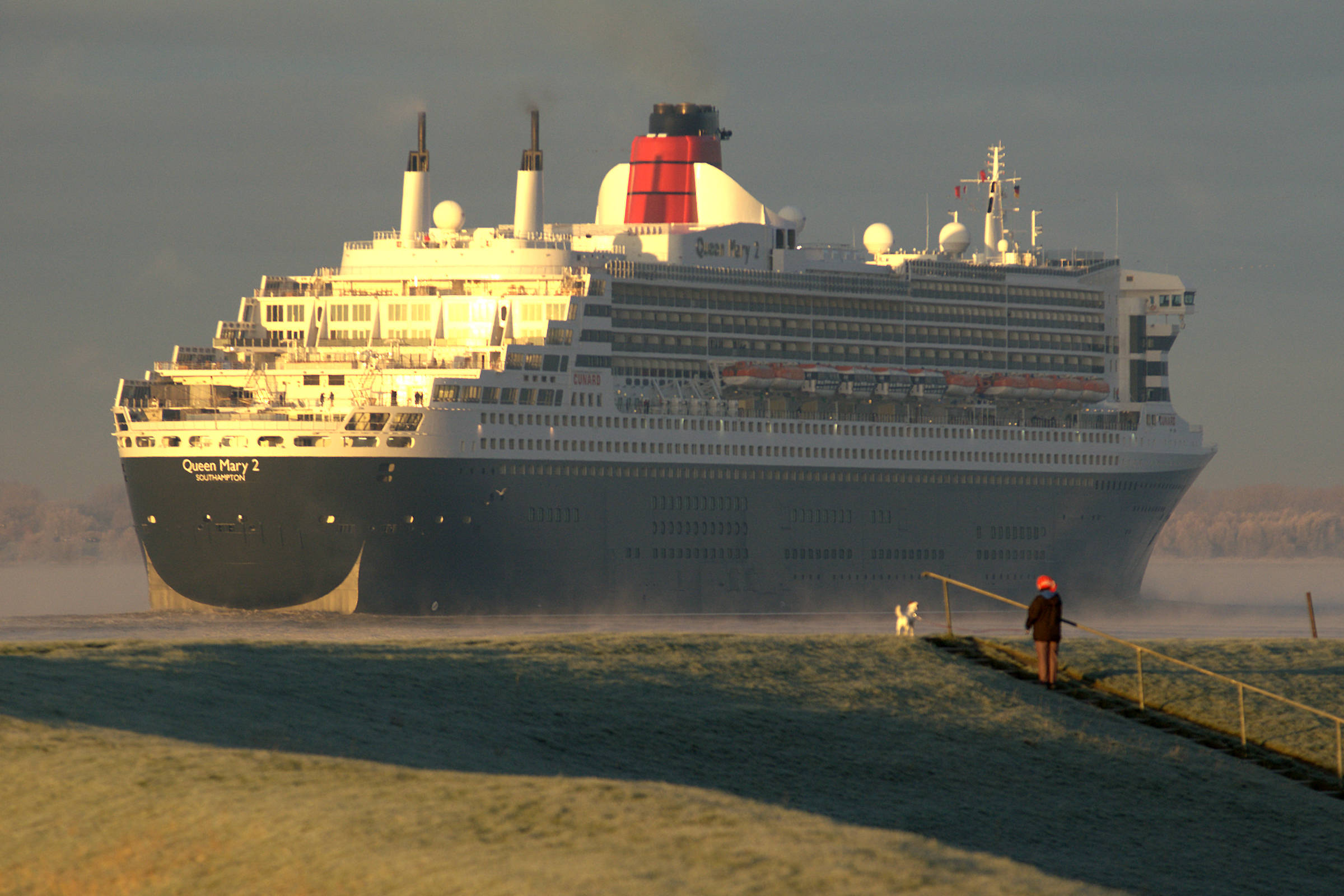
كوين ماري 2 في قرب غلوغستادت.
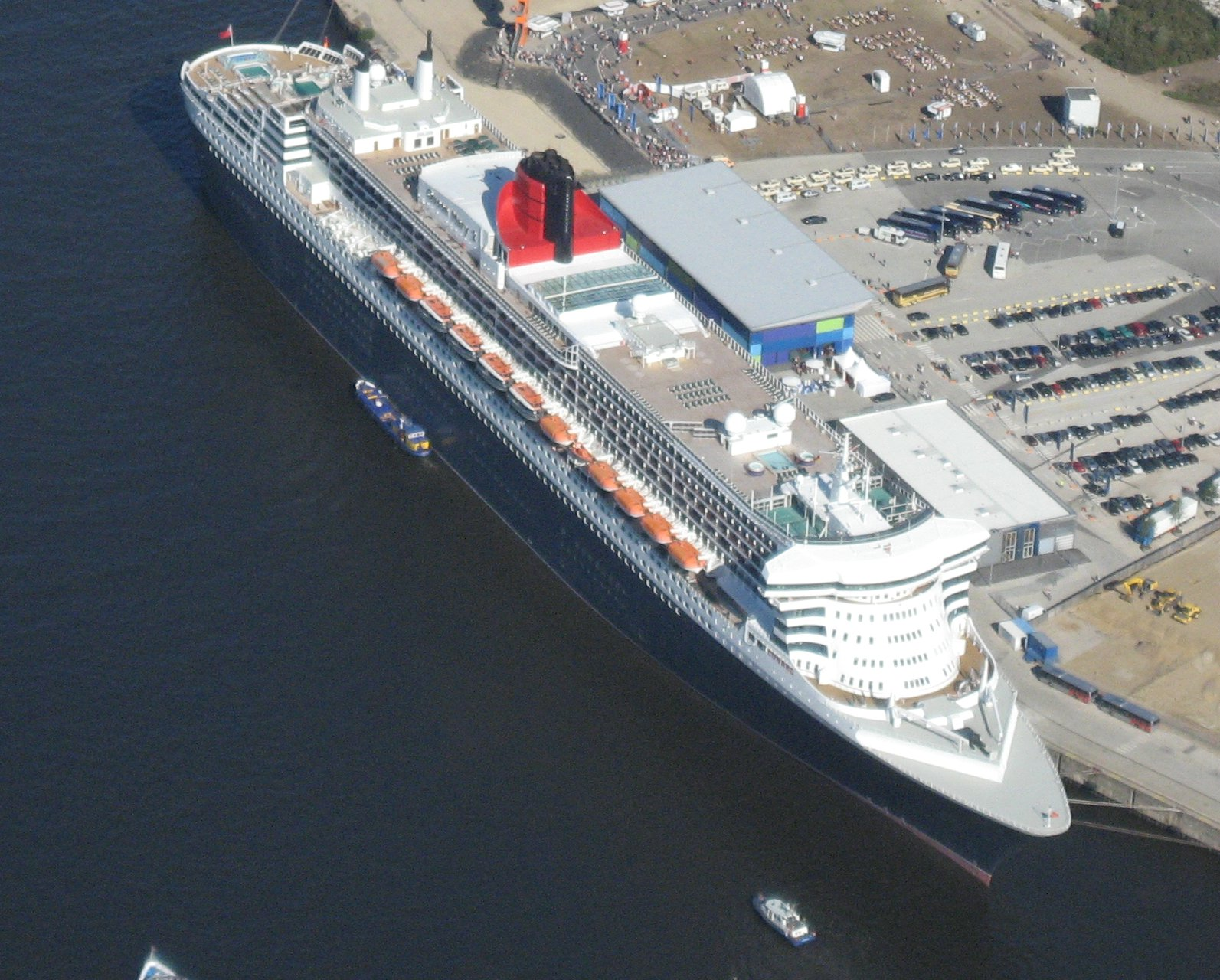
سطح كوين ماري 2 أثناء رسوها في مرفأ هامبورغ.
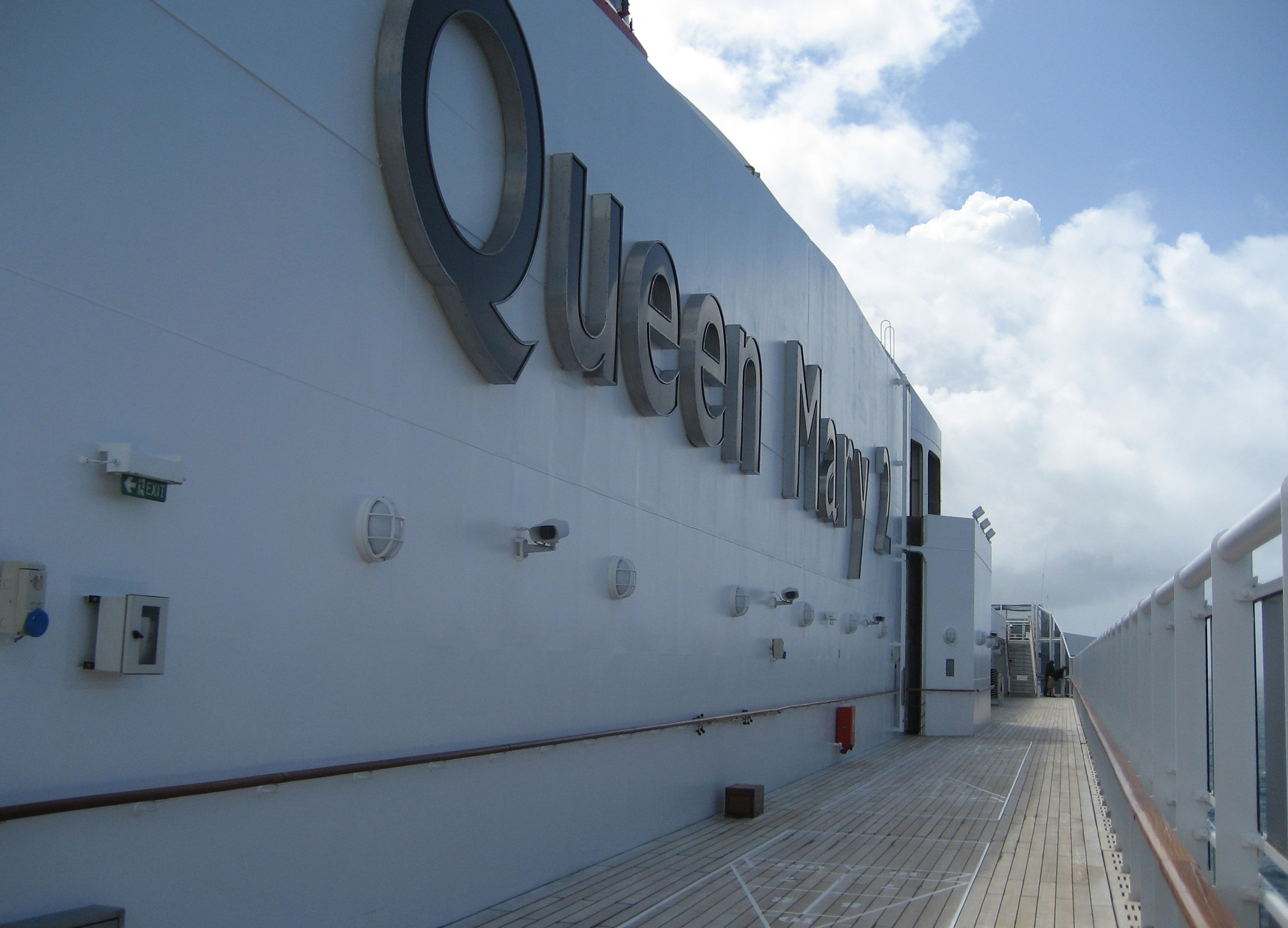
اسم كوين ماري 2 على جانبها.
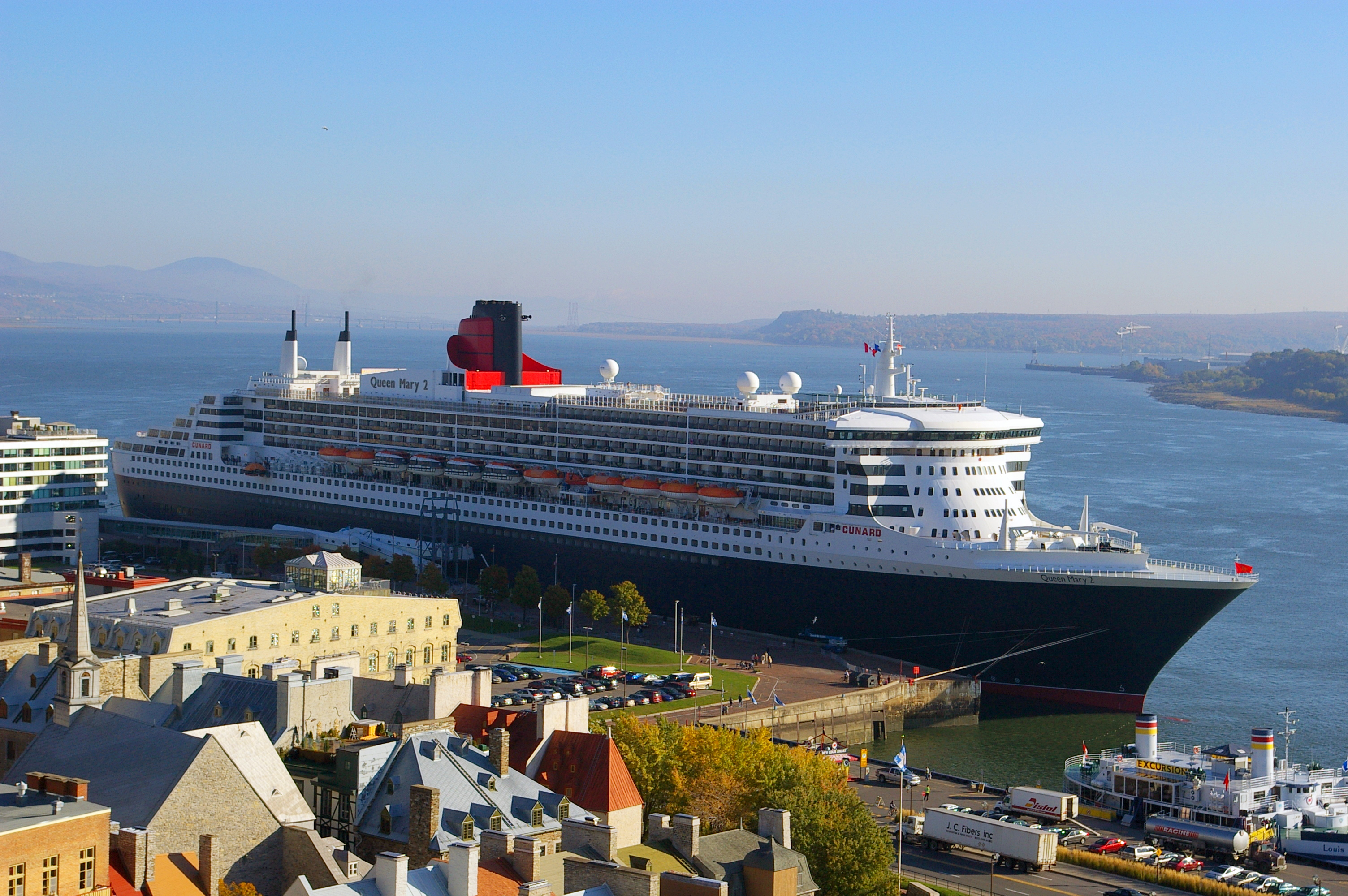
كوين ماري 2 في كيبيك.